# Philippe Solari

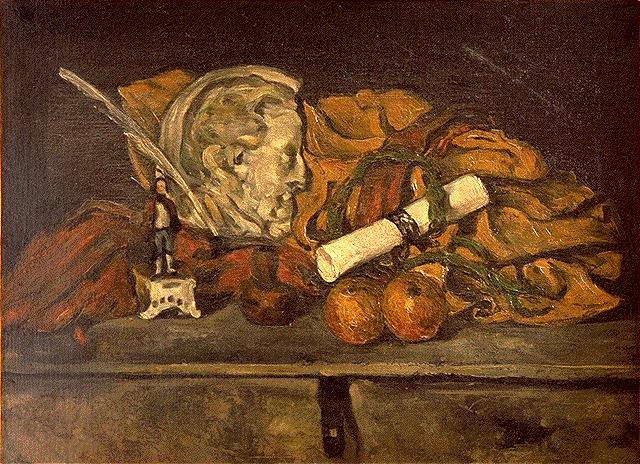
Paul Cézanne: Stillleben mit Medaillon von Philippe Solari, Musée d’Orsay, Paris, 1873

Philippe Solari (* 2. Mai 1840 in Aix-en-Provence; † 20. Januar 1906 ebenda) war ein provenzalischer Bildhauer italienischer Geburt, ein Zeitgenosse und Freund von Paul Cézanne und Émile Zola. Er nahm im Jahr 1870 die französische Staatsbürgerschaft an.

## Leben und Werk

### Jugend und Ausbildung
Geboren als Sohn einer wenig begüterten kinderreichen Familie – er hatte sechs Schwestern – besuchte Philippe Solari das Internat Notre-Dame, wo er Émile Zola kennenlernte. Sie wurden enge Freunde. Zwischen 1860 und 1865 nahm Solari in Paris an den regelmäßigen Abenden am Dienstag teil, an denen in Zolas Wohnung über Kunst diskutiert wurde; weitere Teilnehmer waren Paul Cézanne und Camille Pissarro. Da Solari an Kunst und besonders an der Bildhauerei interessiert war, belegte er Kurse an der Kunstschule in Aix-en-Provence.
Nachdem er den Prix Granet in Aix gewonnen hatte, besuchte er die Académie Suisse in Paris. Diese Kunstschule, die am Quai des Orfèvres auf der Île de la Cité gelegen war, zählte zu ihren Schülern auch Édouard Manet, Claude Monet, Camille Pissarro und Paul Cézanne. Solari konnte als Künstler kaum seinen Lebensunterhalt verdienen.
Der Maler Achille Emperaire, der auch an der Académie Suisse studierte, kommentierte: „Jeder bekam Unterstützung, nur der arme Solari musste sich über seine nächste Mahlzeit Sorgen machen.“  Erstmals wurde ein Werk von ihm im Salon de Paris im Jahr 1867 aufgenommen.

### Arbeit als Bildhauer

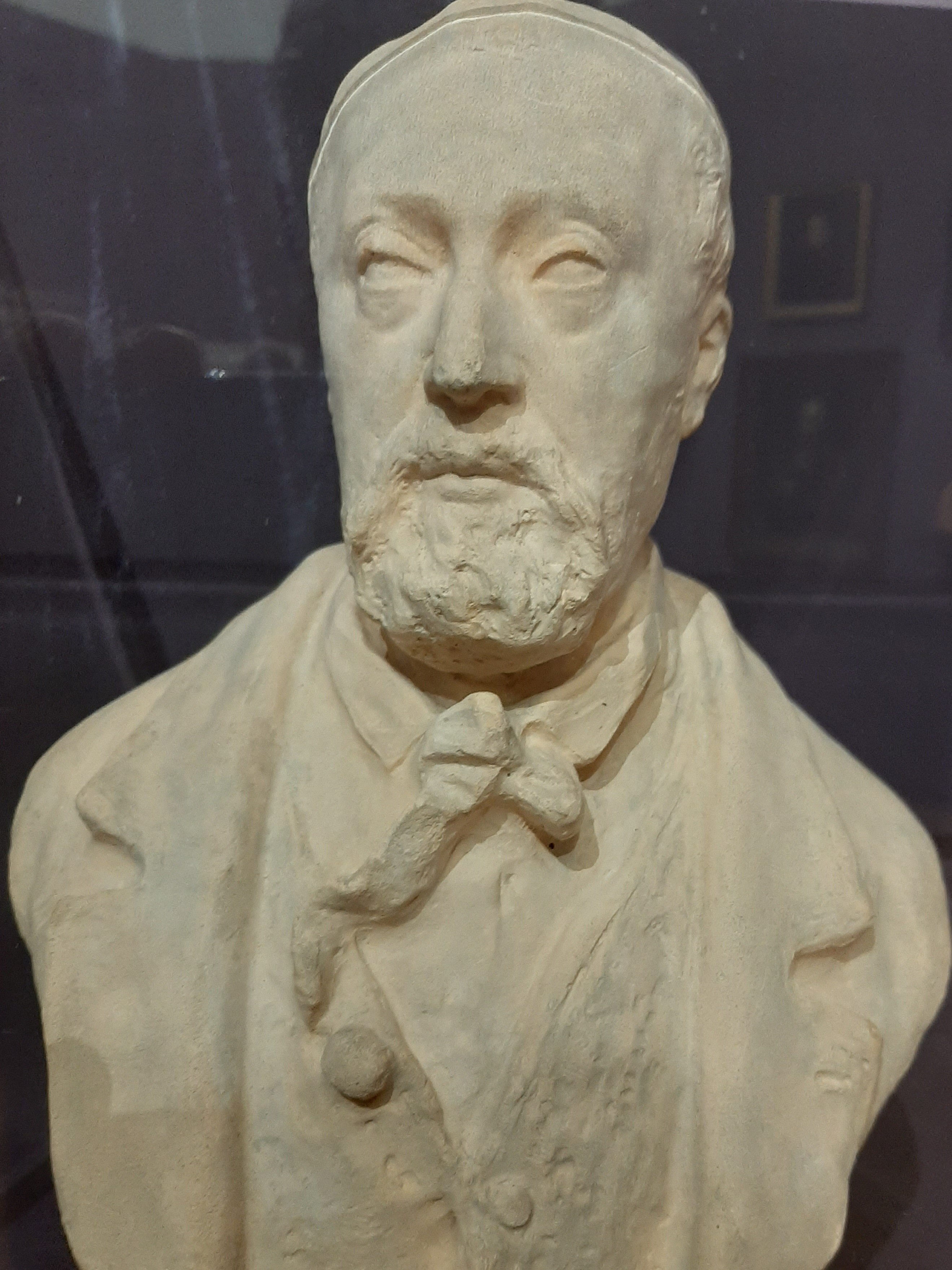
Büste von Johan Barthold Jongkind

Er heiratete 1867 Thérèse Strempel, die Tochter eines deutschen Industriellen. Obwohl sie nicht lange lebte, gebar sie zwei Kinder: 1867 eine Tochter und sechs Jahre später einen Sohn, Émile, dessen Paten Émile Zola und dessen Frau wurden. Solari war Trauzeuge bei Zolas Hochzeit gewesen.
Während der Diskussion um Solaris Schlafenden Neger im Salon des Jahres 1868 äußerte sich Zola: „Ich sehe in Philippe Solari einen unserer zwei oder drei besten wirklich modernen Bildhauer. Er hat aufgehört, über absolute Schönheit zu träumen. Schönheit ist für ihn zum lebenden Ausdruck der Natur geworden, zur Interpretation des lebenden Körpers“.
Als seine Skulptur von Johan Barthold Jongkind 1904 auf dem Friedhof von Montmartre enthüllt wurde, gab sich der Künstler nicht zu erkennen. Diese charakteristische Scheu war zweifellos verantwortlich für die Hindernisse, die er in seiner Karriere spürte. Ein erster Guss der Skulptur von Jongkind ist in der rue Ganay in Aix ausgestellt.

### Letzte Jahre

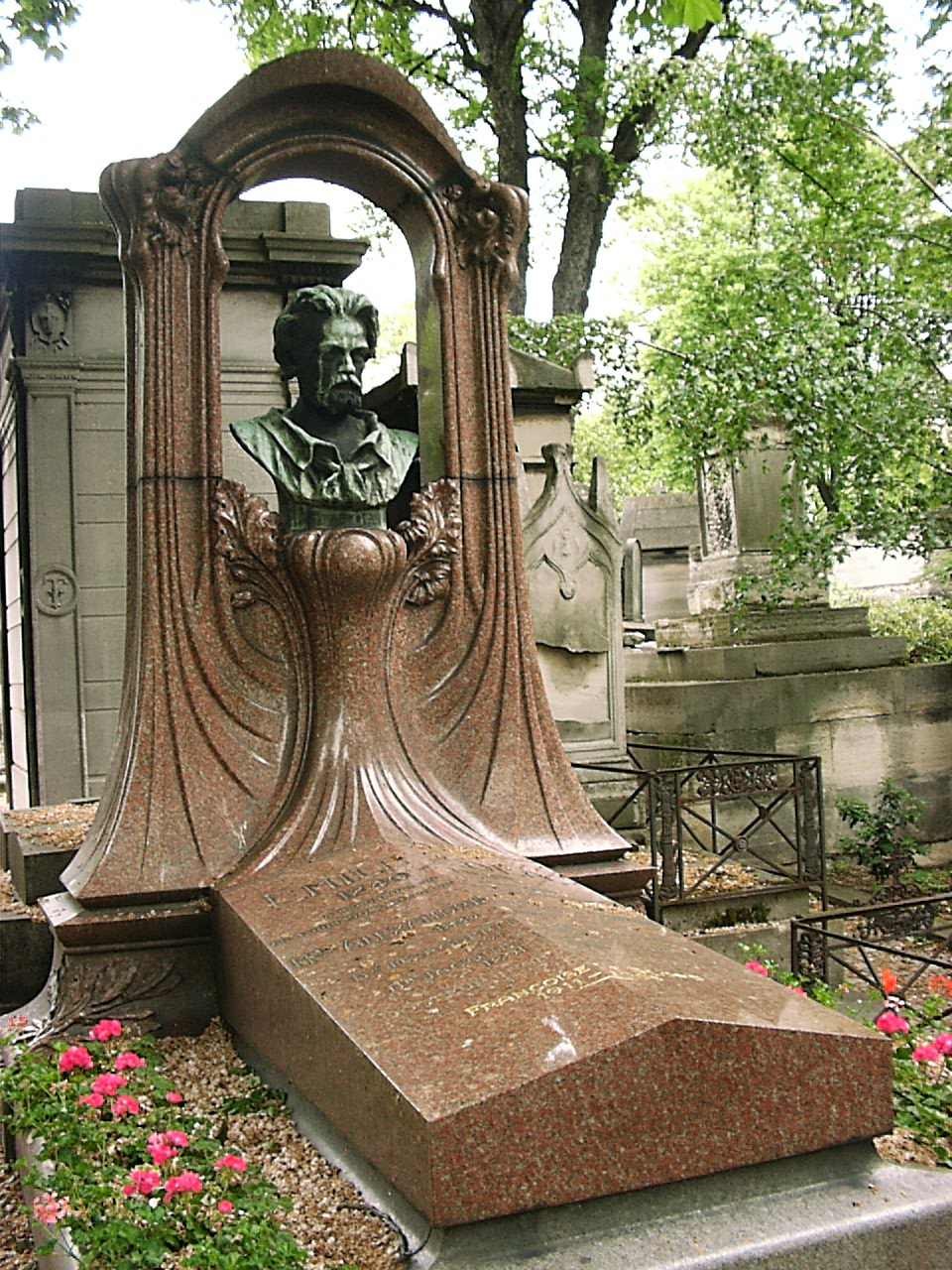
Philippe Solari: Kenotaph von Émile Zola auf dem Friedhof Montmartre.

Kurz vor seinem Tod schuf Solari zwei Skulpturen von Cézanne, die eine bearbeitete er aus dem Gedächtnis (bekannt als Cézanne, der Träumer), für die andere saß Cézanne Modell in seinem Atelier in Aix. Der Journalist Jules Bernex erzählte eine Anekdote über die letzte Sitzung: „Als Solari die letzten Änderungen vornahm, holte er ein Pincenez aus der Tasche und setzte es auf seine Nase. Cézanne protestierte und rief aus, dass er nie wieder für jemanden sitzen würde, der ihn nicht mit dem bloßen Auge sehen könne“.
Während der Arbeit für einen Umzug des Karnevals von Aix erkrankte Solari an Lungenentzündung. Während des Transports zum Krankenhaus murmelte er: „Was für ein Pech mit dem Wetter.“ Solari starb im selben Jahr wie Cézanne. Der Maler Joseph Ravaisou resümierte: „Das endende Jahr hat zwei Künstler dahin scheiden sehen, […] der eine war Bildhauer, der andere Maler. […] Beide Künstler erlagen unter den gleichen Umständen ihrer Krankheit.“